# Carmen López Landa
Carmen López Landa (Madrid, 27 de maig de 1931 - 20 de gener de 2006), filla de Francisco López Ganivet (Madrid, 1907-1961) i de Matilde Landa Vaz (Badajoz, 1904 - Palma, 1942), fou una militant antifranquista espanyola.

## Biografia
El seu pares se separaren a l'inici de la guerra: Francisco López Ganivet (nebot d'Ángel Ganivet) va combatre amb l'exèrcit republicà i s'exilià el 1939 a Londres. La seva mare, afiliada el 1936 al Partit Comunista d'Espanya (PCE), fou funcionària de la Subsecretaria de Propaganda del Govern de la República i desenvolupà una tasca incansable dins el Socors Roig Internacional (SRI). El 1939, encarregada d'organitzar el partit a la clandestinitat, fou condemnada a mort per un Consell de Guerra i la seva pena commutada a cadena perpètua. Reclosa a la presó de Palma, optà finalment pel suïcidi (1942).
Carmen López Landa visqué uns mesos com a refugiada a Barcelona (1937-1938) i marxà després a la Unió Soviètica, on va recórrer diverses colònies infantils fins a l'acabament de la Guerra Civil. El 1939 anà a viure a Mèxic, en companyia dels seus oncles i cosins de la família materna. Es formà a l'Instituto Luis Vives de la capital mexicana, dirigit pel seu oncle exiliat Rubén Landa Vaz (1890-1978). Entre 1945 i 1951 residí amb el seu pare a Londres, on acabà els estudis, entrà a treballar en una fàbrica i ingressà a la Joventut Socialista Unificada (1946).
El 1951 es traslladà a Praga per col·laborar com a intèrpret de la comunista Unió Internacional d'Estudiants (UIE). A finals d'aquell any contragué matrimoni amb Ramiro López Pérez (1913-1974), exiliat d'origen gallec, veterà de la Guerra Civil espanyola i de la resistència francesa. Carmen López Landa tingué tres fills: Matilde (1952-1974), Mariano (1955) i Carmen (1958-1996). El 1958, Francisco López Ganivet aconseguí els permisos per possibilitar el retorn de tota la família a Espanya, que acabà amb la seva tràgica mort (1961).
La família Lopez Landa inicià aleshores un segon exili a Mèxic (1962-1970) fins al definitiu retorn a Madrid. Carmen López Landa treballà a Aguilar, editor de Mèxic, entre 1967 i 1970 i, a partir d'aquella data, a Alianza Editorial a Espanya. Militant activa del PCE clandestí, el 1975 fou empresonada durant alguns mesos. Allunyada més tard del partit, els darrers anys de la seva vida fou membre activa de l'Asociación Archivo, Guerra y Exilio (AGE), s'ocupà en la recuperació de la memòria història i treballà en la revalorització de la figura de la seva mare com a símbol de la lluita antifranquista.

## Fons personal
El seu fons personal es conserva a l'Arxiu Nacional de Catalunya. El fons aplega la documentació produïda i rebuda per Carmen López Landa, preferentment com a resultat de la seva activitat personal i familiar. En destaquen molt especialment les seves memòries inacabades, escrites al 2002, i la documentació acreditativa del seu pas com a exiliada per diferents països. Aplega actes i certificats vitals de diferents membres de la seva família, així com abundant correspondència amb els seus pares des dels anys de la infantesa.
Resulta d'un especial valor la correspondència bescanviada amb la seva mare durant els anys de la Guerra Civil espanyola i fins a la seva mort a la presó. El fons conserva un volum notable de documentació de Matilde Landa Vaz, en particular correspondència familiar, còpies de la documentació processal i penitenciària, així com escrits de records i investigacions sobre la seva figura. Incorpora també documentació dels familiars més directes de Carmen López Landa: del seu pare, Francisco López Ganivet (com ara un escrit biogràfic aliè, certificats, documents identificatius i correspondència); del seu marit, Ramiro López Pérez (en destaca l'escrit autobiogràfic "Valle de sombras"); dels seus tres fills, en particular de caràcter epistolar; i de la seva família materna, arrelada definitivament a Mèxic.
Finalment, el fons aplega un volum notable de correspondència rebuda de diverses persones, pel que fa als darrers anys, relativa a diverses investigacions en l'àmbit de la recuperació de la memòria històrica. En el seu conjunt, el fons constitueix un testimoni de primer ordre per a l'estudi de la repressió franquista i de les peripècies de l'exili polític dels republicans i comunistes espanyols.